# Jörg Schindler
Jörg Schindler (* 1968 in Darmstadt) ist ein deutscher Journalist und Träger des Wächterpreis der deutschen Tagespresse der Stiftung „Freiheit der Presse“ 2009 sowie des Henri-Nannen-Preises für Investigation 2014.

## Leben und Wirken
Schindler studierte nach seinem Abitur am Ludwig-Georgs-Gymnasium in Darmstadt Germanistik, Anglistik und Soziologie an den Universitäten in Frankfurt am Main und Edinburgh. Schindler arbeitete für die Süddeutsche Zeitung und 16 Jahre lang als Redakteur für die Frankfurter Rundschau. Im Jahr 2012 wechselte er zum Spiegel, zunächst als Redakteur im Berliner Büro beschäftigt für den Themenkomplex Innere Sicherheit, Terrorismus, Spionage, seit 2017 als Korrespondent für das Vereinigte Königreich und Irland mit Sitz in London.

Schindler berichtete 1999 erstmals über die damals bekannt gewordenen sexuellen Übergriffe von Lehrern, besonders Gerold Beckers, an der Odenwaldschule. Für den Bericht erhielt er einen empörten Leserbrief des Altschülersprechers Florian Lindemann und weitere Medienschelte. Als Schindler im Jahr 2010 in der FR erneut von den Missbrauchsfällen berichtete, löste er damit ein großes Medienecho aus.
Schindler erhielt 2009 den Wächterpreis zusammen mit Matthias Thieme für seine Recherchen über intransparente Verfahren des Kinderhilfswerks Unicef Deutschland beim Einwerben und der Kontrolle großer Spendensummen. Diese Beiträge erschienen in der Frankfurter Rundschau. Für seine Recherchen zur Neuen Rechten in Deutschland, die er 2011 und 2012 gemeinsam mit Steven Geyer in FR, Berliner Zeitung und Kölner Stadtanzeiger veröffentlichte, waren Geyer und Schindler 2012 für den Medienpreis „Der lange Atem“ nominiert. 2014 erhielt er den Henri-Nannen-Preis Beste investigative Leistung für „Kanzler-Handy im US-Visier?“ (erschienen auf Spiegel Online am 23. Oktober 2013 und in Der Spiegel am 28. Oktober 2013) gemeinsam mit Jacob Appelbaum, Marcel Rosenbach und Holger Stark.

## Schriften
- Die Rüpel-Republik. Warum sind wir so unsozial? (= Fischer Taschenbuch. 18916). Fischer-Verlag, Frankfurt am Main 2013, ISBN 978-3-596-18916-8.
- Stadt, Land Überfluss – Warum wir weniger brauchen, als wir haben. S. Fischer, Frankfurt am Main 2014, ISBN 978-3-596-19888-7.
- Panikmache. Wie wir vor lauter Angst unser Leben verpassen. S. Fischer, Frankfurt am Main, 2016, ISBN 978-3-596-03416-1.